# Ari-Pekka Nurmenkari

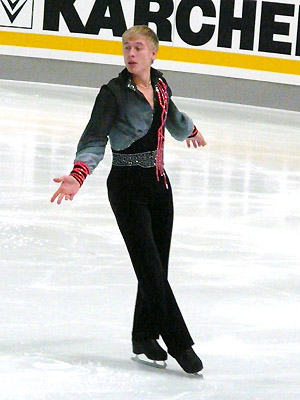
Nurmenkari in 2007

Ari-Pekka Nurmenkari (Helsinki, 8 juli 1983) is een Finse kunstschaatser.
Nurmenkari is actief als solist en traint bij Tero Hämäläinen, in het verleden trainde hij bij Sirkka Kaipio, Svetlana Krioekova en Alexei Vasilievski.

## Kampioenschappen
Nationaal won hij veertien titels. Zes bij de junioren (1996-2000) en acht bij de senioren (2003-2007 en 2009, 2010 en 2012). Hij nam zeven keer deel aan het Europees kampioenschap, op het EK van 2009 behaalde hij met de veertiende plaats zijn beste resultaat. De drie scores op dit kampioenschap behaald waren (en zijn ze nog steeds) persoonlijke records. Voor het EK van 2012 trok hij zich terug. Aan de wereldkampioenschappen nam hij acht keer deel. Het lukte het hem alleen op het WK van 2010 om zich voor de lange kür te kwalificeren.

## Persoonlijke records
|                     | punten | datum      | toernooi |
| ------------------- | ------ | ---------- | -------- |
| Hoogste totaalscore | 170.88 | 22-01-2009 | EK       |
| Hoogste korte kür   | 066.64 | 21-01-2009 | EK       |
| Hoogste lange kür   | 104.24 | 22-01-2009 | EK       |

## Belangrijke resultaten
| Kampioenschap           | 95/96 | 96/97 | 97/98 | 98/99 | 99/00 | 00/01 | 01/02 | 02/03 | 03/04 | 04/05 | 05/06 | 06/07 | 07/08  | 08/09 | 09/10 | 10/11 | 11/12     |
| ----------------------- | ----- | ----- | ----- | ----- | ----- | ----- | ----- | ----- | ----- | ----- | ----- | ----- | ------ | ----- | ----- | ----- | --------- |
| Olympische Spelen       |       |       |       |       |       |       |       |       |       |       |       |       |        |       | 30e   |       |           |
| Wereldkampioenschap     |       |       |       |       |       |       |       | 28e   | 26e   | 28e   | 29e   | 25e   |        | 27e   | 24e   |       | kw. (13e) |
| Europees Kampioenschap  |       |       |       |       |       |       |       | 27e   | 22e   | 24e   | 23e   | 23e   |        | 14e   | 22e   |       | t.z.t. *  |
| Nationaal Kampioenschap |       |       |       |       |       |       |       | Goud  | Goud  | Goud  | Goud  | Goud  | Zilver | Goud  | Goud  | Brons | Goud      |
| WK junioren             |       |       |       |       |       | 26e   | 12e   |       |       |       |       |       |        |       |       |       |           |
| NK Junioren             | Goud  | Goud  | Goud  | Goud  | Goud  | Goud  |       |       |       |       |       |       |        |       |       |       |           |

* t.z.t. = trok zich terug